# Сауытбек
Сауытбек (каз. Сауытбек) — аул в Шуском районе Жамбылской области Казахстана. Входит в состав Алгинского сельского округа. Код КАТО — 316631200.

## Население
В 1999 году население аула составляло 633 человека (334 мужчины и 299 женщин). По данным переписи 2009 года, в ауле проживали 292 человека (158 мужчин и 134 женщины).